# Mons Hadley Delta
Mons Hadley Delta är ett berg på norra delen av den sida av månen som vetter mot jorden, i bergskedjan Montes Apenninus. Det ligger precis sydväst om Mons Hadley och har fått sitt namn efter Mons Hadley, som i sin tur har fått sitt namn efter engelsmannen John Hadley. Mons Hadley Delta är inte lika högt som Mons Hadley, 3,5 km jämfört med 4,6 km. Det har framför allt blivit känt för att Apollo 15 landade vid dess fot.
Precis väster om Mons Hadley Delta och Apollo 15:s landningsplats finns ravinen Rima Hadley, som ringlar sig fram i ett oregelbundet mönster i 80 kilometer. Vid den sydvästra änden av Rima Hadley i Montes Apenninus, sydväst om Mons Hadley Delta, ligger den avlånga kratern Bela, som har en diameter på 11 kilometer i nord-sydlig riktning, men bara 2 kilometer i öst-västlig. Ännu längre åt sydväst i samma bergskedja ligger bergsmassivet Mons Bradley. Väster om Mons Hadley Delta ligger det lilla månhavet Palus Putredinis, sydsydost om berget ligger kratern Aratus.